# Marko Mirić
Marko Mirić (Servisch: Марко Мирић) (Kragujevac, 26 maart 1987) is een Servisch voetballer die bij voorkeur als aanvaller speelt. In 2010 debuteerde hij voor Servië.

## Clubcarrière
Mirić werd geboren in Kragujevac. Hij speelde in Servië bij FK Vodojaža Grošnica, Metalac, Spartak Subotica, Rode Ster Belgrado en FK Radnički 1923. In januari 2014 trok hij naar het Wit-Russische FK Minsk. Tijdens het seizoen 2014/15 speelde de aanvaller voor het Kroatische Slaven Belupo, waar hij tien doelpunten maakte in dertig competitiewedstrijden. In juni 2015 zette hij zijn handtekening onder een verbintenis bij Lokeren. Mirić debuteerde op 2 augustus 2015 tegen RSC Charleroi. De Serviër scoorde zijn eerste doelpunt in de gewonnen wedstrijd tegen KVC Westerlo.

## Interlandcarrière
Op 10 november 2010 debuteerde Mirić voor Servië in de vriendschappelijke interland tegen Bulgarije. Hij mocht in de basiself starten en werd na 74 minuten vervangen door Miralem Sulejmani.